# Peah

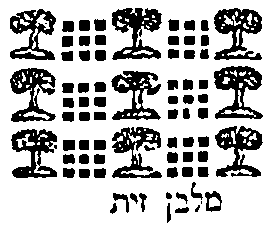
Ilustración sobre la peah para el comentario de Maimónides sobre la Mishná. ed 1880

Peah (en hebreo: מסכת פאה) es el segundo tratado del séder (orden) Zeraim (“semillas”) de la Mishná y el Talmud. Este tratado empieza con la discusión de temas relacionados con la agricultura, el enfoque principal de este orden de la Mishná. El tratado discute las leyes de los donativos para los pobres, cuando un campesino cosecha sus campos, sus viñas, o sus árboles, siguiendo los preceptos de la Ley judía.
El tratado también trata sobre las leyes referentes a dar caridad en general. El tratado se llama Peah (esquina) porque la primera parte del tratado trata sobre las leyes de Peah, mientras que la parte restante del tratado se trata sobre varios temas relacionados. 
Este tratado discute los donativos que se deben entregar a los pobres, cuando se cosechan los campos, los viñedos o los árboles, y las leyes referentes a la caridad en general. Hay 6 categorías de obligaciones que se discuten en el tratado, que son las siguientes:
Peah: es la porción de la cosecha que debe quedar en pie para los pobres, de acuerdo con Levítico 19:9 y Levítico 23:22.
Leket: son las espigas de grano que cayeron de la mano del segador o de la hoz, mientras se recolectaba el grano durante la cosecha, como se describe en Levítico 19:9 y Levítico 23:22.
Shichchah: son las gavillas dejadas y olvidadas en el campo mientras la cosecha es llevada a la era, así como los productos adjuntos pasados por alto por los cosechadores, como en Deuteronomio 24:19.
Olelot: son los racimos inmaduros de las uvas, como en Levítico 19:10 y Deuteronomio 24:21.
Peret: son las uvas que caen de sus racimos mientras son arrancadas de la vid, como en Levítico 19:10.
Maaser ani: es el diezmo para los pobres, tiene lugar cada tercer y sexto año del ciclo del diezmo, como en Deuteronomio 14:28-29 y Deuteronomio 26:12-13.
Existen varias ofrendas para los pobres del campo; hay cuatro ofrendas que provienen de la viña: Peah, Shichchah, Peret, y Olelot; y dos ofrendas que provienen de los árboles: Peah y Shichchah. Estos donativos se deben entregar todos los años, además, en el tercer y sexto año del ciclo de la Shmitá, el campesino debe reservar el Maaser ani, el diezmo para los pobres.